# N-барионы
N-барио́ны — группа барионов, имеющих изоспин, равный 1⁄2, и состоящих из 3 лёгких кварков (u и d). У этих барионов нулевые странность и очарование (а также нулевые квантовые числа тяжёлых ароматов: красота и истинность). К этой группе относятся протон и нейтрон (их общее название — нуклоны), некоторые из их короткоживущих возбуждённых состояний с ширинами от 100 до 400 МэВ (время жизни ~10−23 c), а также античастицы всех перечисленных частиц (N-антибарионы). Кварковый состав:
- для положительно заряженных N-барионов: uud;
- для нейтральных N-барионов: udd.

Трёхкварковые барионы, также состоящие только из u- и d-кварков, но, в отличие от N-барионов, имеющие изоспин 3⁄2, называются Δ-барионами.